# Akersvannet
L'Akersvannet est un lac peu profond de Norvège avec une superficie de 2,4 km2. Le lac fait environ 3.1 kilomètres de long pour une largeur moyenne de 1 kilomètre. Il se situe entre les communes de Tønsberg et de Sandefjord dans le comté de Vestfold og Telemark. Il se trouve à 16 mètres d'altitude.

## Description
Le lac à un bassin versant limité. Il se verse dans le Melsombekken au sud-est jusqu'à Melsomvik. L'eau était jusqu'aux années 1970 une source d'eau potable pour les municipalités de Tønsberg, Nøtterøy et Sandefjord.
Le lac abrite un certain nombre d'espèces de poissons, telles que le sandre, le grand brochet, la perche commune, l'anguille d'Europe, l'ide mélanote, la brème commune et le rotengle.

## Aire protégée
L'ensemble de l'eau, ainsi que des parties de la zone de la plage, ont été protégés en tant que réserve naturelle d'Akersvannet le 2 octobre 1981.